# Arkan Sonney
 (août 2023).
Un  arkan sonney (littéralement oursin chanceux), est le mot mannois signifiant hérisson. 

Dans le folklore de l'île de Man, c'est une créature féerique ressemblant à un cochon doté de longs poils. 
Ces créatures sont censées porter chance à celui qui les capture et pour cette raison, ils sont aussi appelés cochons chanceux. La légende veut qu'ils fuient les hommes et que, celui qui en attrape un, trouve un morceau d'argent dans sa poche.

## Sources
- www.isle-of-man.com